# Mesurament del desgast en eines de tall
El mesurament del desgast en eines de tall es pot ocasionar per diferents factors. Tots els processos de fabricació són inherentment variables. La variabilitat d'un procés es deu a dos tipus de causes:
- Causes assignables. Es coneix la causa i es pot corregir.
- Causes comunes. De naturalesa aleatòria, inherents al procés i pràcticament impossibles d'eliminar.

Les variacions d'un procés poden comprovar-se a través dels resultats obtinguts amb el mateix en una situació controlada on no trobem causes assignables no esperades. Sovint, la variació d'un procés pot ajustar-se a alguna llei probabilística. Una de les més utilitzades i senzilles és la distribució normal, que es caracteritza per la seva mitjana i la seva desviació típica.
En tots els processos de mecanització hi ha un desgast de les eines de tall que s'utilitzen en cada cas.
Totes les eines de tall es desgasten durant la mecanització, i tal desgast segueix fins que sobrevé el final del tall. Avui dia, els paràmetres que es manegen per determinar quan un tall de cort està en condicions òptimes per tallar són principalment l'acabat superficial, la precisió dimensional que queden en les peces elaborades, el patró de desgast de l'eina, que tipus d'encenall es forma, la vida del tall prevista i fins i tot hi ha diferents sistemes de monitoratge del desgast.
En operacions d'acabat, es considera inservible el tall de tall quan l'acabat superficial de la peça deixa de complir les exigències previstes. No és necessari un gran desgast, prou simplement amb una petita part desgastada en la punta de l'eina per tenir la necessitat de canviar la mateixa. Per contra, en una operació de desbast, el desgast produït en el tall es manifesta en una longitud d'aresta major i pot tolerar-se un desgast considerablement superior, ja que no hi ha unes exigències de precisió dimensional ni d'acabat superficial.
El desgast de l'eina és inevitable i com tal no resulta un procés negatiu. No ho és dependent de quan i com es produeix. Quan el tall ha tallat una considerable quantitat de material de la peça, durant un temps acceptable normalment indicat pels mateixos fabricants d'eines, el desgast és per descomptat un procés lògic. Solament quan es produeix prematurament la destrucció del tall o fractura de l'eina, dona lloc a una consideració de tipus negativa o irracional.
El desgast de l'eina és producte d'una combinació de gran quantitat de factors que actuen sobre el tall de cort. La vida o durada de tall està en funció de diverses forces o càrregues, les quals contribueixen a deformar la geometria de tall, provocant mals acabats i toleràncies no desitjades. El desgast és el resultat de la interacció entre l'eina, el material a tallar i les condicions de mecanització. Els principals factors que actuen sobre l'eina són del tipus mecànic, químic i tèrmic, com s'ha comentat amb anterioritat. Com a resultat de l'actuació conjunta d'aquests factors sobre el tall de tall durant la mecanització, el material de l'eina és afectat per alguns mecanismes o factors a través dels quals es produeix el desgast. Els mecanismes, que esmentem a continuació, actuen de forma simultània, la qual cosa fa extremadament difícil distingir les seves causes i efectes per separat. Però cal assenyalar que la influència específica de cadascun d'ells depèn de les propietats del material de la peça, de l'eina i de les condicions de mecanització.
Si la rapidesa del desgast es coneix o pot estimar-se a partir de les dades, és possible construir un conjunt de límits de control esbiaixats entorn de la línia de la tendència de desgast de l'eina. Si els valors mostrals de ỹ es localitzen dins d'aquests límits, el desgast de l'eina està baix control. Quan la línia de la tendència excedeix el màxim permissible per a la mitjana del procés, el procés haurà de reinicialitzar-se o l'eina haurà de reemplaçar-se.

## Antecedents històrics
Anteriorment al període conegut com la Revolució Industrial (1750), l'habilitat dels operaris determinava una bona construcció mecànica. Cada màquina era una obra d'artesania i la seva qualitat depenia directament del mestratge i experiència. Després del període de la Revolució Industrial, la producció es modifica cap a la fabricació de grans sèries. Aparició de peces fabricades independentment i muntades o assemblades entre si per formar el producte final, ja que resulta impossible fabricar una peça amb dimensió nominal exacta apareix el terme de Tolerància. Les màquines compten amb una major importància en fabricació/producció (més perfecció) i disminueix la influència d'habilitat de l'operari. Actualment, amb les màquines més modernes, l'operari té solament la funció de controlar-les i alimentar-les. La necessitat de control sobre el procés de producció va obligar, al mateix temps, l'evolució dels sistemes de mesurament (apareix en 1840 el peu de rei i entre 1870-1880 el Micròmetre de tronell o Palmer) l'ús de calibres es va estendre des de 1880 i van substituir el mesurament d'una dimensió per la comparació amb una dimensió fixa. Amb els nous productes es creen sistemes mecànics cada vegada més complexos en els quals intervenen molts factors que cada vegada més determinen la variabilitat i influeixen en la capacitat. Necessitat de definir un Valor objectiu i el seu marge de variabilitat (normalitzat) denominats Toleràncies (Dimensionals, Forma, Posició, Orientació). Mantenir una consistència entre tolerància/capacitat/cost de fabricació, manca de sentit. Assignar toleràncies que no puguin obtenir-se amb les capacitats dels processos i equips de fabricació, amb les tècniques i equips de mesura i amb els procediments de regulació i control establerts.

## Material de l'eina
1. Acers especials: Addició a l'aliatge de Fe-C elements que milloren la resistència al desgast. Les velocitats de tall solen ser 10–20 m/min, màxim.
2. Acers ràpids: Acers al wolframi (tungstè) i Crom, es va doblegar la velocitat de tall mantenint la duresa a altes temperatures(40 m/min).
3. Cermets: Materials sinteritzats compostos de components no metàl·lics (òxids, silicats) i components metàl·lics d'alt punt de fusió.
4. Nitrur de bor cúbic: Suport de carburs(metall dur) amb una fina capa de nitrur de bor cúbic. Duresa només superada pel diamant, pot treballar amb temperatures de 1000-1100 °C.
5. Diamants sinteritzats: Pólvores de diamant comprimits i escalfats, admeten temperatures de treball de 2000 °C i velocitats de treball de 2000 m/min.

Les últimes tendències en l'evolució dels materials d'eines estableix nuclis de metall dur amb recobriments de carburs o nitrurs de titani dipositats per precipitació mitjançant reaccions químiques en estat gasós que donen lloc a capes d'uns 0,005 mm.
En una segona generació d'eines de metall dur recobert aquest té un tractament per crear una zona de difusió sota la capa dipositada i permetre una gradual variació de propietats entre base interna i capa externa (diferències d'elasticitat i dilatacions).
Recoberts amb una doble capa d'Alumini exterior sobre una capa suporti de TIC.

## Fenòmens que produeixen el desgast en eines de cort
A continuació s'expliquen els diferents tipus de desgast segons el fenomen que actua:
1. Desgast per abrasió (abrasiu).
2. Desgast per difusió (difusiu).
3. Desgast per oxidació.
4. Desgast per fatiga.
5. Desgast per adhesió (adhesiu).

### Desgast abrasiu
Es deu a les partícules més dures, incloses en el material a mecanitzar o en el tall recrescut donat per altes velocitats de deformació de material acritud, i es dona sobre la cara d'incidència de l'eina de cort.
Les inclusions de gran duresa cal tenir-les en compte perquè poden produir ratllat sobre l'eina. Aquestes ratlladures podrien no ser paral·leles a l'adreça de fluència de l'encenall a causa de nombrosos aspectes. Vàlid per a acers i foses i fonamenta que el desgast no és causat per abrasió mecànica.

### Desgast per difusió
Es presenta entre les temperatures de 900 i 1200 °C, per la qual cosa no presenten importància per a les eines d'acers al carboni i les d'acer ràpid, les quals no poden treballar a aquestes temperatures. En canvi en les de metall dur, ceràmiques o nitrur de bor, s'eleva la mobilitat atòmica i es produeix una dissolució mútua del material de la peça i el de l'eina. L'activitat d'aquest procés augmenta amb la velocitat de cort. Per aquest motiu el desgast difusiu pugui considerar-se com un desgast químic que produeix variacions en la capa superficial de l'eina i d'aquesta forma compromet la resistència a desgast d'aquesta.

### Desgast per oxidació
Es localitza en els contorns de la regió de contacte entre la peça i l'eina, i es caracteritza per presentar color de revingut. Depèn del material de l'eina i de les temperatures de treball. Per a les eines d'acer no presenta gran importància, ja que aquestes regularment no treballen a altes temperatures, mentre que en les de metall dur a força de tungstè a causa de les temperatures i de l'oxigen existent en l'atmosfera, es forma en la superfície de l'eina una capa d'òxids complexos a força de tungstè, cobalt i ferro, que té certa acció destructiva sobre l'estructura de metall dur. Aquesta acció s'observa especialment en el tall secundari, on apareixen arrugues que poden provocar ruptura de la punta de l'eina.

### Desgast per fatiga
És sovint una combinació termo-mecànica. La fluctuació de la temperatura i l'acció alternativa de les forces de tall, poden originar en els talls fent-se bretxes i fins i tot el trencament. L'acció del tall intermitent condueix a generar contínuament escalfaments alternatius que provoquen xocs tèrmics en els talls de cort. Alguns materials d'eines són més sensibles que uns altres a la fatiga mecànica. La fatiga mecànica pura pot provenir també de les forces de cort sent, de vegades, bastant alta per a la resistència del tall de cort. Això pot succeir en presència de materials de peça durs o molt tenaces, altes gammes d'avanços, o quan el material de l'eina no és prou dur. No obstant això en aquests casos predomina la deformació plàstica.

### Desgast adhesiu
El fenomen d'adhesió ocorre a temperatures inferiors als 900 °C i és inversament proporcional a la duresa de l'eina. Es deu a la presència d'altes temperatures i pressions de tall, també al fet que la superfície interior de l'encenall es presenta neta i sense capa protectora d'òxid i, per tant, químicament molt activa. Una forma inversa d'aquest fenomen, és el tall d'aportació (tall recrescut). Quan part de l'encenall queda adherida al caient de l'eina a causa de la temperatura, pressió i temps de contacte. L'adhesió augmenta inicialment amb la velocitat, perquè s'aconsegueixen temperatures que afavoreixen aquest fenomen, però a altes velocitats la temperatura augmenta fins al punt que estova les partícules adherides i faciliten el seu despreniment sense afectar el material de l'eina, ja que és molt més resistent.

## Tipus de desgastos en les eines de tall
Cadascun dels mecanismes de desgast que s'han analitzat anteriorment, influeixen de forma conjunta en el tall de l'eina de cort. D'aquesta manera es materialitzen en el mateix a través de diverses manifestacions entre les quals podem diferenciar

### Desgast de flancs d'incidència
Aquest desgast té lloc en els flancs d'incidència del tall, principalment és a causa del fenomen de desgast per abrasió. Un excessiu desgast de flanc conduirà a un empitjorament en la qualitat superficial, deterioració de la precisió dimensional i increment del fregament a conseqüència de la transformació geomètrica.

### Desgast de cràter
Es produeix en la cara de la mateixa i pot ser a causa de l'abrasió i al fenomen de desgast per difusió. El cràter està generat pel despreniment de partícules del material de l'eina, tenint lloc sobre la cara de despreniment d'aquesta, també pot ser originat per l'efecte d'afilat que provoquen les partícules dures o per l'acció de difusió de la part calenta de la cara de l'encenall en contacte amb l'eina i el material d'aquesta. L'elevada duresa, duresa en calent i mínima afinitat entre materials minimitzen la tendència al desgast de cràter. L'excessiu desgast de cràter modifica la geometria de tall de l'eina i pot donar lloc a una mala formació d'encenall, canviant així mateix les adreces de la força de tall i afeblint el tall de l'eina.

### Desgast per deformació plàstica
Té lloc com a resultat de la combinació d'altes temperatures i pressions sobre el tall. Altes velocitats de tall, grans avanços i materials de peça durs, donen com a resultat compressió i calor. És essencial el manteniment de la duresa en calent per a l'estabilitat del material de l'eina i evitar així la deformació plàstica. El típic bombament del tall de tall provocat a altes temperatures, deformació geomètrica, desviacions de flux d'encenalls i seguirà fins a aconseguir un estat crític. La grandària del reforç del tall i la geometria del tall són d'una gran importància per combatre aquest tipus de deterioració de l'eina.

### Desgast en forma de mella
És un desgast típic per adhesió però pot formar-se també, pel fenomen d'oxidació. La mella pot formar-se en el tall de cort d'una banda del material, localitzant-se així el desgast al final de la profunditat de tall on l'aire, entra en contacte amb la zona de cort. Aquest desgast s'estén pel tall de tall d'una manera mecànica en materials durs. Una excessiva mella de desgast afecta la qualitat de l'acabat superficial i eventualment origina un debilitament del tall de cort.

### Desgast per fissures tèrmiques
Les fissures són degudes principalment a un desgast per fatiga com a conseqüència d'un cicle tèrmic; sobretot per canvis de temperatures que es produeixen en un tall alternatiu com el fresat i que poden donar lloc a aquest tipus de desgast. La disposició de les fissures, perpendiculars a l'aresta de tall, fa que puguin desprendre-se'n partícules. Aquestes partícules, del material de l'eina, poden convertir-se elles mateixes en un risc que ajudin a destruir el propi tall de cort.

### Fissures per fatiga mecànica
Poden tenir lloc quan el xoc de les forces de cort és excessiu. Aquesta fractura és deguda a la contínua variació en la càrrega sobre l'eina on aquesta per si mateixa, no és prou gran per causar la fractura. El començament del tall i les variacions de la magnitud de les seves forces i adreça poden ser massa per a la resistència i tenacitat de l'eina. Aquestes forces es produeixen principalment en l'adreça del tall de cort.

### Desgast per estellament del tall
Es produeix quan l'aresta del tall es trenca més que es desgasta. Aquesta fatiga, normalment de cicles de càrrega alternativa, fa que les partícules del material de l'eina ratllen la superfície del propi material del qual procedeixen. El tall intermitent és amb freqüència causa d'aquest tipus de desgast. Una acurada inspecció del tall indicarà quan té lloc l'estellament o el desgast del flanc d'incidència. Una microfracturació i mellat són variants d'aquest tipus de destrucció del tall.

### Desgast per fractura
Pot ser un final catastròfic del tall. Un alt grau de deterioració és el més perjudicial i haurà de ser evitat sempre que sigui possible. El trencament del tall és, amb freqüència, el final de la línia cap a altres processos o tipus de desgast. El canvi de geometria, el debilitament del tall i l'increment de les temperatures i forces, portaran eventualment a major destrucció del tall, amb fortes dades de tall o des de la demanda de material de peça pot ser el resultat de diversos factors de tensió sobre el material d'eina incapaç de fer front a la demanda operativa.

### Formació del tall d'aportació
També es coneix com a tall recrescut. Està relacionat sobretot amb la temperatura i la velocitat de tall, en relació al fenomen pot ser també el resultat d'un material molt tou per part de la peça i d'un altre tipus de desgast. Això és negatiu per al tall de tall, així com el canvi de geometria del mateix i les pròpies partícules del material de l'eina que poden venir soldades amb el material de la peça donant forma a l'aglomerat del tall. L'afinitat entre els materials de peça i eina, exerceix un paper important, així com les baixes temperatures i baixes pressions que conduiran a la condició de soldadura del material de l'encenall amb la superfície d'atac de l'eina.

## Teoria per al control del desgast d'eines
En la majoria de les situacions on s'usen cartes de control, l'atenció se centra en el control estadístic del procés, en la reducció de la variabilitat i en el millorament continu del procés. Les cartes de control modificades serveixen per poder analitzar el comportament dels diferents processos i poder preveure possibles fallades de producció mitjançant mètodes estadístics. Aquestes s'utilitzen en la majoria dels processos industrials, com és el cas del control del desgast d'eines. En el procés de control d'eines industrials s'aconsegueix un alt grau de capacitat, sent aconsellable reduir el nivell de control proporcionat per les cartes de control estàndard, per a això utilitzarem els límits de control modificats. ?Els límits de control modificats per la Xmedia s'utilitzen quan Cp o Cpk és molt major que 1, és a dir, quan la variabilitat del procés és molt menor que l'extensió dels límits. L'interès en la carta de control modificada es restringeix a detectar si la localització de la veritable mitjana del procés ? és tal que el procés està produint una fracció disconforme a l'excés d'un valor ? especificat. De fet, es permet que ? variï en un interval. La mitjana es pot desplaçar, tant superior µO com inferiorment µL, un valor tal que la probabilitat d'estar fos de les especificacions sigui ?, dins d'aquests límits de variabilitat el procés estarà en estat de control.

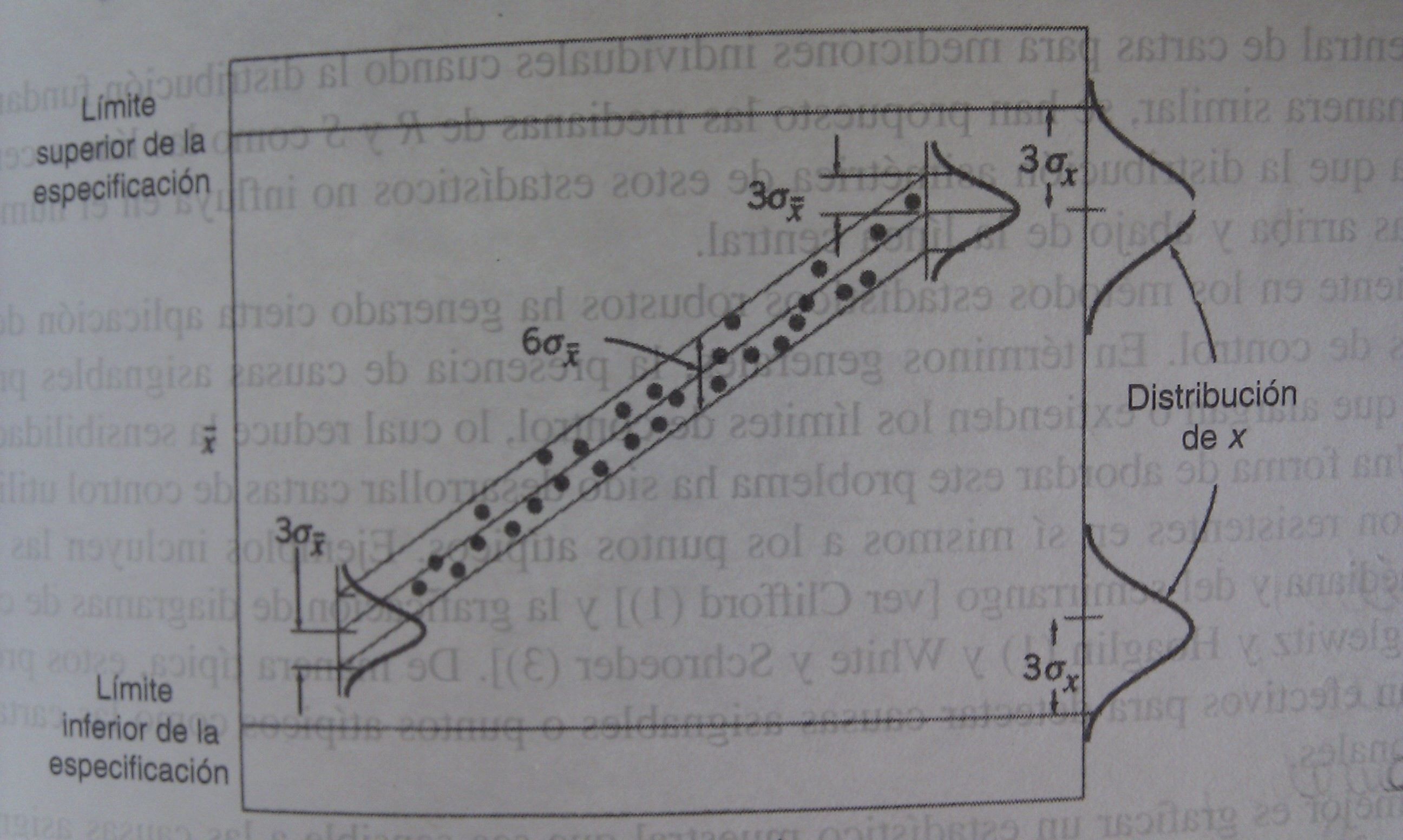

L'ajust inicial de l'eina està en algun múltiple de ?x a dalt del límit inferior de l'especificació i el màxim permissible de la mitjana del procés està en el mateix múltiple de ?x a baix del límit superior de l'especificació.
Per especificar els límits de control d'una carta modificada, se suposarà que la sortida del procés té una distribució normal. Perquè la fracció disconforme del procés sigui menor que ?, tindrem en compte que el valor de la mitjana ha d'estar entri µO i µL, es poden calcular mitjançant:
μL = LSL + Zδσ
μU = USL + Zδσ
on Zδ és el punt percentual superior 100(1-α) de la distribució normal estàndard.
Per a un bon disseny de la carta de control, ha de comptar-se amb una bona estimació de σ. Si la variabilitat del procés es corre (la variabilitat en el procés canvia), els límits de control modificats no seran apropiats, en general s'obtindria una estimació de σ a partir d'una carta R o d'una carta S.

## Mesurament del desgast de l'eina
Els mètodes més utilitzats avui dia per quantificar el desgast en eines de cort són:
- Mesurament de la rugositat superficial de les peces mecanitzades.
- Monitoratge del desgast

### Mesurament de la rugositat superficial de les peces mecanitzades
La rugositat és el resultat de les irregularitats produïdes en la superfície d'una peça per l'acció de l'arrencada d'encenall d'una eina de tall i el material de la peça. Aquesta rugositat influeix en factors tan importants com la resistència al desgast, a la fatiga, a la corrosió i en el cost total de la peça, ja que en obtenir una superfície d'alta qualitats incremento en el cost augmenta.
Per a l'avaluació dels valors de les irregularitats es fa servir el rugosímetre, que és un aparell que fa un seguiment del perfil en línia recta, mitjançant una fina punta anomenada palpador i que tradueix les variacions d'altura de la superfície en senyals elèctrics que es registren i processen en una unitat de control. A partir d'aquests senyals es calculen diferents paràmetres de rugositat. Els paràmetres de l'estat superficial més importants que descriuen les irregularitats i que s'han analitzat són: Ra, Rq, Rt, Rc, Rz, i Rsm.
Per poder entendre el significat d'aquests paràmetres superficials, s'explicarà el significat de la longitud de mostreig equivalent (cutt off) i de la longitud d'avaluació. Els rugosímetres solen treballar a longituds de mostreig equivalents de 0,08, 0,25, i 2,5mm, que és la longitud necessària a partir de la qual s'integren els senyals i es poden calcular els paràmetres. El palpador realitza un mostreig de la longitud d'avaluació, que és la longitud de mostreig equivalent per un nombre de cutt off, entre 1 i 5. En la pantalla es mostra com a resultat la mitjana dels resultats obtinguts en cada longitud de mostro equivalent o el màxim per a tota la longitud d'avaluació, en funció de cada paràmetre.

### Monitoratge del desgast
Els sistemes de monitoratge del desgast de l'eina (SMDH) s'han desenvolupat en els últims anys per diferents grups d'investigació, si bé, ha de dir-se que la majoria d'aquestes investigacions han quedat en l'àmbit acadèmic i no han arribat a la indústria. Aquests sistemes es poden classificar en dos grups, els que empren mètodes directes i els que empren mètodes indirectes. Els directes estan basats en el mesurament directe del desgast de l'eina. En el seu desenvolupament s'empren mètodes òptics, mètodes radioactius i de resistència elèctrica, mètodes de visió artificial, etc. Aquests mètodes presenten l'avantatge d'una alta precisió, però no obstant això, la seva eficàcia és limitada en aplicacions reals. Aquestes limitacions poden ser degudes per exemple, al fet que no poden proporcionar una mesura sense interrompre la lubricació, o simplement per la sortida d'encenall que pot impedir el mesurament. Per tot això, els SMDH basats en mètodes indirectes poden no ser considerats com a sistemes de monitoratge del desgast com a tal, ja que aquest mesurament del desgast no pot produir-se de forma contínua en el temps.
Els SDMH indirectes es basen en la relació existent entre les condicions de tall, els trets extrets d'alguns senyals adquirits durant el procés i el desgast de l'eina. En aquests sistemes els senyals que s'han vingut emprant són molt diverses. Entre aquestes poden citar-se les forces de tall, vibracions, emissió acústica, temperatura, etc. No obstant això, només uns pocs SMDHs indirectes han estat aplicats en entorns industrials. Això és probablement a causa que el desgast de l'eina és un fenomen complex que té lloc de diferents i variades formes en els processos de tall de metalls. A més, la naturalesa dels senyals monitorades pot ser considerada estocàstica i no estacionària. Aquesta naturalesa ?que pot ser deguda a les heterogeneïtats de la peça, la sensibilitat dels trets mesurats en el procés a canvis en les condicions de tall, i a la relació no lineal d'aquests trets amb el desgast de l'eina- fan que el desenvolupament d'un SMDH indirecte no sigui trivial.
El desenvolupament d'un SMDH comprèn tres etapes:
1. selecció dels senyals i els sensors que s'empraran en el monitoratge,
2. extracció de trets significatius dels senyals i
3. classificació i processament de la informació adquirida i desenvolupament d'una estratègia de decisió per al control del procés.

Una vegada triades els senyals de monitoratge, el problema fonamental per aconseguir un SMDH efectiu implica l'extracció d'informació ben correlacionada amb el desgast. Aquest propòsit no és senzill, a causa de la naturalesa estocàstica i no estacionària dels senyals adquirits en el procés, com es va comentar anteriorment. Segons algunes de les últimes investigacions, aquesta és molt probablement l'etapa més important en el desenvolupament d'un SMDH. De fet, gran part dels esforços dedicats actualment a aquest camp d'investigació, estan lligats a l'ocupació de noves tècniques i mètodes per extreure informació dels senyals adquirits en el procés ben correlacionada amb el desgast. Algunes d'aquestes tècniques són: anàlisi de sèries temporals o wavelets. En l'última fase del desenvolupament d'un SMDH, s'està emprant de forma massiva la intel·ligència artificial. En concret, les xarxes neuronals artificials, ja que la seva robustesa davant pertorbacions en la informació d'entrada, les fa ideals per al desenvolupament de SMDHs.

#### Estat actual i desenvolupament de SMDHs
El desenvolupament de SMDHs es troba encara en una fase inicial. De fet, encara avui no existeixen SMDHs la utilitat pràctica del qual sigui totalment vàlida. Encara que existeixen multitud de publicacions sobre aquest tema, cap també dir que encara no s'ha establert una línia d'investigació prioritària, ni s'han marcat les pautes a seguir per al disseny d'aquests sistemes. No obstant això, encara que l'ideal seria emprar solament un mètode indirecte, sembla que finalment s'empraran en un mateix sistema de monitoratge un mètode directe i un altre indirecte.
El mesurament del desgast realitzada amb un mètode directe és més fiable que la realitzada amb un mètode indirecte. No obstant això una estimació del desgast en línia, només pot realitzar-se mitjançant un mètode indirecte. En definitiva, sembla oportú dissenyar aquests sistemes fent ús de la sinergia produïda en emprar tots dos mètodes. De totes maneres, ha de tenir-se en compte un criteri de tipus econòmic, ja que algun dels sistemes que s'han desenvolupat en l'àmbit universitari, encara que amb elevades prestacions, suposen una inversió que els fa inviables en la pràctica.
Per optimitzar el cost d'un SDMH, és evident que ha d'emprar-se el menor nombre de senyals, sense que per això es redueixi la fiabilitat del sistema. Aquesta és una qüestió que s'està tenint en compte en les investigacions actuals. De fet, de les tres fases del desenvolupament d'un SMDH sembla que actualment la investigació s'ha centrat en l'extracció d'informació dels senyals monitorades com a base per optimitzar aquests sistemes. D'aquesta manera, en ser capaços d'obtenir més informació sobre l'estat de l'eina amb un nombre menor de senyals es redueixen els costos del sistema.

## Exemple
Es desitja fabricar una comanda de 35.000 peces del tipus KLM-45, corrioles per a refineries, tal com mostra el plànol. El material utilitzat és un aliatge d'acer inoxidable austenític DIN 1.4418 (X4 Cr Ni Mo 16-5) de duresa Brinell 195 HB verificada. Per fabricar-la es parteix de lingots de l'aliatge que es fonen en un gresol i es modelen.
```

```

Les condicions de tall pel mandrinat són: 
- Eina de metall dur GC4235
- Angle de despreniment de l'eina γTM = 5º
- Angle de posició principal χTM = 75º
- Velocitat d'avanç en treball fnTM = 0,3 mm/rev.
- Velocitat de tall TTM= 30 min.

Durant la fabricació del lot de 35000 peces del tipus KLM-45 l'eina de metall dur GC4235 sofrirà un desgast progressiu que podrà apreciar-se en els acabats superficials de les peces acabades, no serà possible la fabricació del lot complet amb una única eina tenint en compte que la vida útil de l'eina estarà directament relacionada amb els paràmetres de tall i materials empleats establerts a l'enunciat del problema.
La carta de control modificada analitza el comportament del processos i pot preveure possibles fallades de l'eina mitjançant mètodes estadístics.
L'ajust inicial de l'eina està dins de l'interval 6σ de la distribució normal proper al límit inferior de l'especificació, conforme l'eina es va desgastant la variabilitat del processo ira canviant, apropant-se el procés al límit superior de l'especificació.